# Ministerul Afacerilor Externe (Republica Moldova)
Ministerul Afacerilor Externe (MAE) este organul central de specialitate în domeniul relațiilor externe.

## Activitate
Își desfășoară activitatea în conformitate cu Constituția și legile Republicii Moldova, hotărârile Parlamentului, actele Președintelui Republicii Moldova, hotărârile și dispozițiile Guvernului, precum și cu alte acte normative, tratate și acorduri internaționale la care Republica Moldova este parte.
Ministerul Afacerilor Externe și Integrării Europene are următoarele atribuții:
- realizează drepturile suverane ale Republicii Moldova în cadrul relațiilor internaționale.
- promovează politica externă a Republicii Moldova în relațiile cu alte state și organizații internaționale.
- informează Președintele, Parlamentul și Guvernul despre evenimentele internaționale majore și face propuneri privind poziția Republicii Moldova față de acestea.
- coordonează activitatea organelor centrale de specialitate și a altor autorități administrative ale Republicii Moldova în vederea stabilirii și dezvoltării relațiilor cu alte țări.
- negociază în numele Republicii Moldova sau participă la negocierea tratatelor și înțelegerilor internaționale
- face propuneri privind inițierea, negocierea, semnarea, ratificarea, aprobarea sau acceptarea acordurilor internaționale, aderarea la acestea sau denunțarea lor, efectuează schimbul instrumentelor de ratificare, înmânează instrumentele de ratificare sau de aderare, notifică aprobarea sau acceptarea înțelegerilor internaționale și denunțarea lor.
- urmărește aplicarea prevederilor tratatelor și altor înțelegeri internaționale la care Republica Moldova este parte, prezentând propunerile corespunzătoare organelor centrale de specialitate, Guvernului și Președintelui Republicii Moldova.
- este organul guvernamental abilitat cu funcția de coordonator în problemele respectării obligațiunilor ce reies din prevederile tratatelor internaționale, precum și ale reprezentării intereselor statului în cadrul organismelor internaționale, inclusiv în domeniul drepturilor omului.
- cooperează cu organele centrale de specialitate și cu alte structuri ale administrației publice în promovarea relațiilor economice externe și a politicii unice a statului pe plan extern.
- elaborează sau participă la elaborarea proiectelor de acte normative în domeniul relațiilor externe ale Republicii Moldova.
- dirijează și controlează activitatea misiunilor diplomatice și a oficiilor consulare ale Republicii Moldova în alte state și pe lângă organizațiile internaționale.
- analizează situația internă și externă a statelor cu care Republica Moldova întreține relații diplomatice, identifică și evaluează oportunitățile dezvoltării relațiilor comercial-economice cu aceste state.
- ține legătura cu misiunile diplomatice și oficiile consulare ale altor state în Republica Moldova în conformitate cu normele dreptului internațional și uzanțele internaționale.
- în comun cu organele respective, contribuie la crearea condițiilor optime pentru activitatea reprezentanțelor străine și delegațiilor oficiale, exercită controlul asupra respectării pe teritoriul Republicii Moldova, a imunităților diplomatice, oficiilor consulare și organizațiilor internaționale acreditate în Republica Moldova, precum și a personalului lor.
- îndeplinește atribuțiile privind Protocolul de stat și perfectează documentele de acreditare.
- exercită activități consulare pe teritoriul Republicii Moldova și în alte state.

## Istoric denumiri
- Ministerul Afacerilor Externe și Integrării Europene (2009–2024)
- Ministerul Afacerilor Externe (1990–2009; 2024–prezent)

## Conducere
- Ministru – Mihai Popșoi
- Secretar general – Mihai Mîțu
- Secretar general adjunct – Rodica Crudu
- Secretari de stat – Carolina Perebinos, Sergiu Mihov și Valeriu Mija

## Lista miniștrilor Afacerilor Externe
| №  | Nume (naștere–deces)         | Portret                                | Mandat               | Mandat             | Observații                                       | Guvern                     |
| -- | ---------------------------- | -------------------------------------- | -------------------- | ------------------ | ------------------------------------------------ | -------------------------- |
| 1  | Nicolae Țîu (1948–)          |                                        | 5 iunie 1990         | 28 octombrie 1993  |                                                  | Druc Muravschi Sangheli I  |
| 2  | Mihai Popov (1949–)          |                                        | 5 aprilie 1994       | 28 iulie 1997      |                                                  | Sangheli II Ciubuc I       |
| 3  | Nicolae Tăbăcaru (1955–)     |                                        | 28 iulie 1997        | 23 noiembrie 2000  |                                                  | Ciubuc I–II Sturza Braghiș |
| 4  | Nicolae Cernomaz (1949–2023) |                                        | 23 noiembrie 2000    | 27 iulie 2001      |                                                  | Braghiș Tarlev I           |
| 5  | Nicolae Dudău (1945–)        |                                        | 4 septembrie 2001    | 4 februarie 2004   |                                                  | Tarlev I                   |
| 6  | Andrei Stratan (1966–)       |                                        | 4 februarie 2004     | 25 septembrie 2009 | viceprim-ministru                                | Tarlev I–II Greceanîi I–II |
| 7  | Iurie Leancă (1963–)         | Iurie Leancă Senate of Poland          | 25 septembrie 2009   | 31 mai 2013        | viceprim-ministru prim-ministru interimar (2013) | Filat I–II                 |
| 8  | Natalia Gherman (1969–)      | NataliaGherman̠Wien                     | 31 mai 2013          | 20 ianuarie 2016   | viceprim-ministru prim-ministru interimar (2015) | Leancă Gaburici Streleț    |
| 9  | Andrei Galbur (1975–)        | Andrei Galbur                          | 20 ianuarie 2016     | 21 decembrie 2017  | viceprim-ministru                                | Filip                      |
| 10 | Tudor Ulianovschi (1983–)    | ECommerce Week of UNCTAD (40621311925) | 10 ianuarie 2018     | 8 iunie 2019       |                                                  | Filip                      |
| 11 | Nicu Popescu (1981–)         |                                        | 11 iunie             | 14 noiembrie 2019  |                                                  | Sandu                      |
| 12 | Aureliu Ciocoi (1968–)       | Aureliu Ciocoi (13-04-2021)            | 14 noiembrie 2019    | 16 martie 2020     |                                                  | Chicu                      |
| 13 | Oleg Țulea (1980–)           | Oleg Țulea MAEIE                       | 16 martie            | 9 noiembrie 2020   |                                                  | Chicu                      |
| 14 | Aureliu Ciocoi (1968–)       | Aureliu Ciocoi (13-04-2021)            | 9 noiembrie 2020     | 6 august 2021      | prim-ministru interimar                          | Chicu                      |
| 15 | Nicu Popescu (1981–)         |                                        | 6 august 2021        | 29 ianuarie 2024   | viceprim-ministru                                | Gavrilița Recean           |
| 16 | Mihai Popșoi (1987–)         |                                        | din 29 ianuarie 2024 |                    | viceprim-ministru                                | Recean                     |